# Nolo contendere
Nolo contendere или просто nolo (с лат. — «не спорю») — понятие из римского права, широко распространённое в современном международном праве и в обыденной юридической практике стран англосаксонской правовой системы, означающее формальный отказ того или иного субъекта правоотношений от каких-либо претензий юридического характера к противоположной стороне и другим участникам судебного процесса.
В судебных разбирательствах по уголовным и административным делам является мягкой альтернативой признанию или непризнанию обвиняемым своей вины (по умолчанию приравнивается к признанию вины, но оставляет за обвиняемым право ходатайствовать о пересмотре дела без вновь открывшихся обстоятельств в случае вынесения судом неудовлетворительного для него решения, а также является средством отстаивания деловой репутации, поскольку лицо, заявившее ноло, не является признавшим свою вину). Право заявления ноло гарантируется в США всем подсудимым восьмой поправкой к Конституции США, но принятие заявления ноло к рассмотрению судом в США возможно только по дозволению председательствующего судьи при обоюдном согласии судейского состава и обвинителя (прокурора). При разрешении международно-правовых инцидентов применяется для снятия формальной ответственности и связанных с ней последствий, нередко при освобождении из мест временного содержания задержанных иностранных граждан, чтобы избежать судебных исков с их стороны, которые могли быть поданы в международные судебные инстанции, — в такого рода случаях ноло является одним из условий освобождения. В странах романо-германской правовой системы практически не употребляется.